# Чемпіонат світу з біатлону 2020
54-й чемпіонат світу з біатлону проходив з 12 по 23 лютого 2020 року у італійській Антерсельві.

## Вибори місця проведення
Місце проведення Чемпіонату світу з біатлону 2020 було визначено 4 вересня 2016 року на 12 Черговому Конгресі IBU в Кишиневі, Молдова. Претендентами на проведення світової першості були також Поклюка та Обергоф. Нове Место-на-Мораві відкликало кандидатуру до голосування. В результаті голосування право організовувати чемпіонат світу отримала Антерсельва, де Чемпіонат світу з біатлону пройде вшосте.
| Місто-претендент | Країна    | Кількість отриманих голосів |
| ---------------- | --------- | --------------------------- |
| Антерсельва      | Італія    | 30                          |
| Поклюка          | Словенія  | 15                          |
| Обергоф          | Німеччина | 4                           |

## Розклад
Розклад гонок наведено нижче.
Час місцевий: (UTC+1). 
| Дата      | Час   | Гонка                                   |
| --------- | ----- | --------------------------------------- |
| 13 лютого | 14:45 | Змішана естатета 2 × 6 км + 2 × 7,5 км  |
| 14 лютого | 14:45 | Спринт, жінки, 7,5 км                   |
| 15 лютого | 14:45 | Спринт, чоловіки, 10 км                 |
| 16 лютого | 13:00 | Переслідування, жінки, 10 км            |
| 16 лютого | 15:15 | Переслідування, чоловіки, 12,5 км       |
| 18 лютого | 14:15 | Індивідуальна гонка, жінки, 15 км       |
| 19 лютого | 14:15 | Індивідуальна гонка, чоловіки, 20 км    |
| 20 лютого | 15:15 | Одиночна змішана естафета 6 км + 7,5 км |
| 22 лютого | 11:45 | Естафета, жінки, 4 × 6 км               |
| 22 лютого | 14:45 | Естафета, чоловіки, 4 × 7,5 км          |
| 23 лютого | 12:30 | Мас-старт, жінки, 12,5 км               |
| 23 лютого | 15:00 | Мас-старт, чоловіки, 15 км              |

## Медалісти та призери

### Чоловіки
| Гонка:                       | Золото:                                                           | Час                                                       | Срібло:                                                               | Час                                                       | Бронза:                                                       | Час                                           |
| Спринт 10 км                 | Олександр Логінов Росія                                           | 22:48.1 (0+0)                                             | Кентен Фійон-Має Франція                                              | 22:54.6 (1+0)                                             | Мартен Фуркад Франція                                         | 23:07.6 (0+0)                                 |
| Гонка переслідування 12,5 км | Емільєн Жаклен Франція                                            | 31:15.2 (0+0+0+0)                                         | Йоганнес Бо Норвегія                                                  | 31:15.6 (1+1+0+0)                                         | Олександр Логінов Росія                                       | 31:29.1 (0+0+0+1)                             |
| Індивідуальна гонка 20 км    | Мартен Фуркад Франція                                             | 49:43.1 (0+0+0+1)                                         | Йоганнес Бо Норвегія                                                  | 50:40.1 (1+0+0+1)                                         | Домінік Ландертінгер Австрія                                  | 51:05.2 (0+0+0+1)                             |
| Естафета 4 x 7,5 км          | Франція Емільєн Жаклен Мартен Фуркад Сімон Детьє Кентен Фійон-Має | 1:12:35.9 (0+0) (0+1) (0+0) (0+0) (0+0) (0+1) (0+0) (0+2) | Норвегія Ветле Шостад Крістіансен Йоганнес Дале Тар'єй Бо Йоганнес Бо | 1:12:57.4 (0+0) (1+3) (0+0) (0+3) (0+1) (0+2) (0+2) (0+1) | Німеччина Ерік Лессер Філіпп Горн Арнд Пайффер Бенедикт Долль | 1:13:12.1 (0+0) (0+0) (0+0) (0+1) (0+3) (1+3) |
| Мас-старт 15 км              | Йоганнес Бо Норвегія                                              | 38:09.5 (0+0+0+0)                                         | Кентен Фійон-Має Франція                                              | 38:51.5 (1+0+1+1)                                         | Емільєн Жаклен Франція                                        | 39:04.5 (1+0+1+0)                             |

### Жінки
| Гонка:                     | Золото:                                                                                   | Час                                                       | Срібло:                                                               | Час                                                       | Бронза:                                                               | Час                                                       |
| Спринт 7,5 км              | Марте Ольсбу-Рейселанн Норвегія                                                           | 21:13.1 (0+1)                                             | Сьюзен Данклі США                                                     | 21:19.9 (0+0)                                             | Луціє Харватова Чехія                                                 | 21:34.4 (1+0)                                             |
| Гонка переслідування 10 км | Доротея Вірер Італія                                                                      | 29:22.0 (0+0+0+1)                                         | Деніз Геррманн Німеччина                                              | 29:31.5 (1+0+1+1)                                         | Марте Ольсбу-Рейселанн Норвегія                                       | 29:37.8 (1+0+0+2)                                         |
| Індивідуальна гонка 15 км  | Доротея Вірер Італія                                                                      | 43:07.7 (1+1+0+0)                                         | Ванесса Гінц Німеччина                                                | 43:09.9 (0+0+0+1)                                         | Марте Ольсбу-Рейселанн Норвегія                                       | 43:23.5 (0+1+0+1)                                         |
| Естафета 4 x 6 км          | Норвегія Сюнневе Сулемдал Інгрід-Ланнмарк Тандреволл Тіріль Екгофф Марте Ольсбу-Рейселанн | 1:07:05.7 (0+1) (0+0) (0+0) (0+2) (0+3) (1+3) (0+0) (0+0) | Німеччина Каролін Горхлер Ванесса Гінц Франциска Пройс Деніз Геррманн | 1:07:16.4 (0+1) (0+3) (0+0) (0+0) (0+1) (0+0) (0+2) (0+2) | Україна Анастасія Меркушина Юлія Джима Віта Семеренко Олена Підгрушна | 1:07:24.1 (0+1) (0+1) (0+2) (0+0) (0+1) (0+2) (0+0) (0+1) |
| Мас-старт 12,5 км          | Марте Ольсбу-Рейселанн Норвегія                                                           | 39:14.0 (1+1+0+0)                                         | Доротея Вірер Італія                                                  | 39:34.7 (1+0+1+1)                                         | Ганна Еберг Швеція                                                    | 39:40.1 (1+0+0+2)                                         |

### Змішані естафети
| Гонка:                                  | Золото:                                                             | Час                                                       | Срібло:                                                       | Час                                                       | Бронза:                                                                | Час                                                     |
| Змішана естафета 2 x 6 км + 2 x 7,5 км  | Норвегія Марте Ольсбу-Рейселанн Тіріль Екгофф Тар'єй Бо Йоганнес Бо | 1:02:27.7 (0+1) (0+0) (0+1) (0+3) (0+0) (0+1) (0+0) (0+0) | Італія Ліза Віттоцці Доротея Вірер Лукас Гофер Домінік Віндіш | 1:02:43.3 (0+2) (0+0) (0+1) (0+1) (0+0) (0+0) (0+0) (0+2) | Чехія Ева Пускарчикова Маркета Давідова Ондржей Моравець Міхал Крчмарж | 1:03:14.1 (0+1) (0+0) (0+0) (0+0) (0+0) (0+1)           |
| Одиночна змішана естафета 6 км + 7,5 км | Норвегія Марте Ольсбу-Рейселанн Йоганнес Бо                         | 34:19.9 (0+0) (0+1) (0+2) (0+0) (0+0) (0+2)               | Німеччина Франциска Пройс Ерік Лессер                         | 34:37.5 (0+0) (0+1) (0+0) (0+2) (0+1) (0+0) (0+0) (0+1)   | Франція Анаїс Бескон Емільєн Жаклен                                    | 34:49.7 (0+0) (0+0) (0+2) (0+1) (0+1) (0+0) (0+0) (0+0) |

## Медальний залік
| Місце  | Країна    |    |    |    | Всього |
| ------ | --------- | -- | -- | -- | ------ |
| 1      | Норвегія  | 6  | 3  | 2  | 11     |
| 2      | Франція   | 3  | 2  | 3  | 8      |
| 3      | Італія    | 2  | 2  | 0  | 4      |
| 4      | Росія     | 1  | 0  | 1  | 2      |
| 5      | Німеччина | 0  | 4  | 1  | 5      |
| 6      | США       | 0  | 1  | 0  | 1      |
| 7      | Чехія     | 0  | 0  | 2  | 2      |
| 8      | Австрія   | 0  | 0  | 1  | 1      |
| 8      | Україна   | 0  | 0  | 1  | 1      |
| 8      | Швеція    | 0  | 0  | 1  | 1      |
| Усього | Усього    | 12 | 12 | 12 | 36     |

| Місце | Спортсмен                  |   |   |   | Всього |
| ----- | -------------------------- | - | - | - | ------ |
| 1     | Марте Ольсбу-Рейселанн     | 5 | 0 | 2 | 7      |
| 2     | Йоганнес Бо                | 3 | 3 | 0 | 6      |
| 3     | Доротея Вірер              | 2 | 2 | 0 | 4      |
| 4     | Емільєн Жаклен             | 2 | 0 | 2 | 4      |
| 5     | Мартен Фуркад              | 2 | 0 | 1 | 3      |
| 6     | Тіріль Екгофф              | 2 | 0 | 0 | 2      |
| 7     | Кентен Фійон-Має           | 1 | 2 | 0 | 3      |
| 8     | Тар'єй Бо                  | 1 | 1 | 0 | 2      |
| 9     | Олександр Логінов          | 1 | 0 | 1 | 2      |
| 10    | Сімон Детьє                | 1 | 0 | 0 | 1      |
| 10    | Сюнневе Сулемдал           | 1 | 0 | 0 | 1      |
| 10    | Інгрід-Ланнмарк Тандреволл | 1 | 0 | 0 | 1      |